# Metti lo diavolo tuo ne lo mio inferno
Metti lo diavolo tuo ne lo mio inferno è un film del 1972 diretto da Bitto Albertini.

## Trama
Ricciardetto è un donnaiolo che vuole a tutti i costi andare a letto con la moglie del podestà di Montelupone (MC). Ci riesce, ma viene sorpreso e condannato a morte; sarà poi salvato da una specie di santa pellegrina.

## Produzione
Il film è stato girato nelle montagne al confine tra Lazio e Abruzzo. Nei registri di produzione è accertato che le scene nel castello di Ricciardetto sono state girate nel castello Piccolomini di Balsorano, in provincia dell'Aquila.

## Seguito
Nello stesso anno fu girato il seguito ...e continuavano a mettere lo diavolo ne lo inferno.